# Héctor Catalá
Héctor Catalá Laparra (Serra, 17 de junio de 1988) es un deportista español que compite en triatlón adaptado. Ganó una medalla de plata en los Juegos Paralímpicos de Tokio 2020 en la prueba PTVI.

## Palmarés internacional
| Juegos Paralímpicos | Juegos Paralímpicos | Juegos Paralímpicos | Juegos Paralímpicos |
| Año                 | Lugar               | Medalla             | Prueba              |
| ------------------- | ------------------- | ------------------- | ------------------- |
| 2020                | Tokio (Japón)       | Medalla de plata    | PTVI                |